# Condestable de Castilla

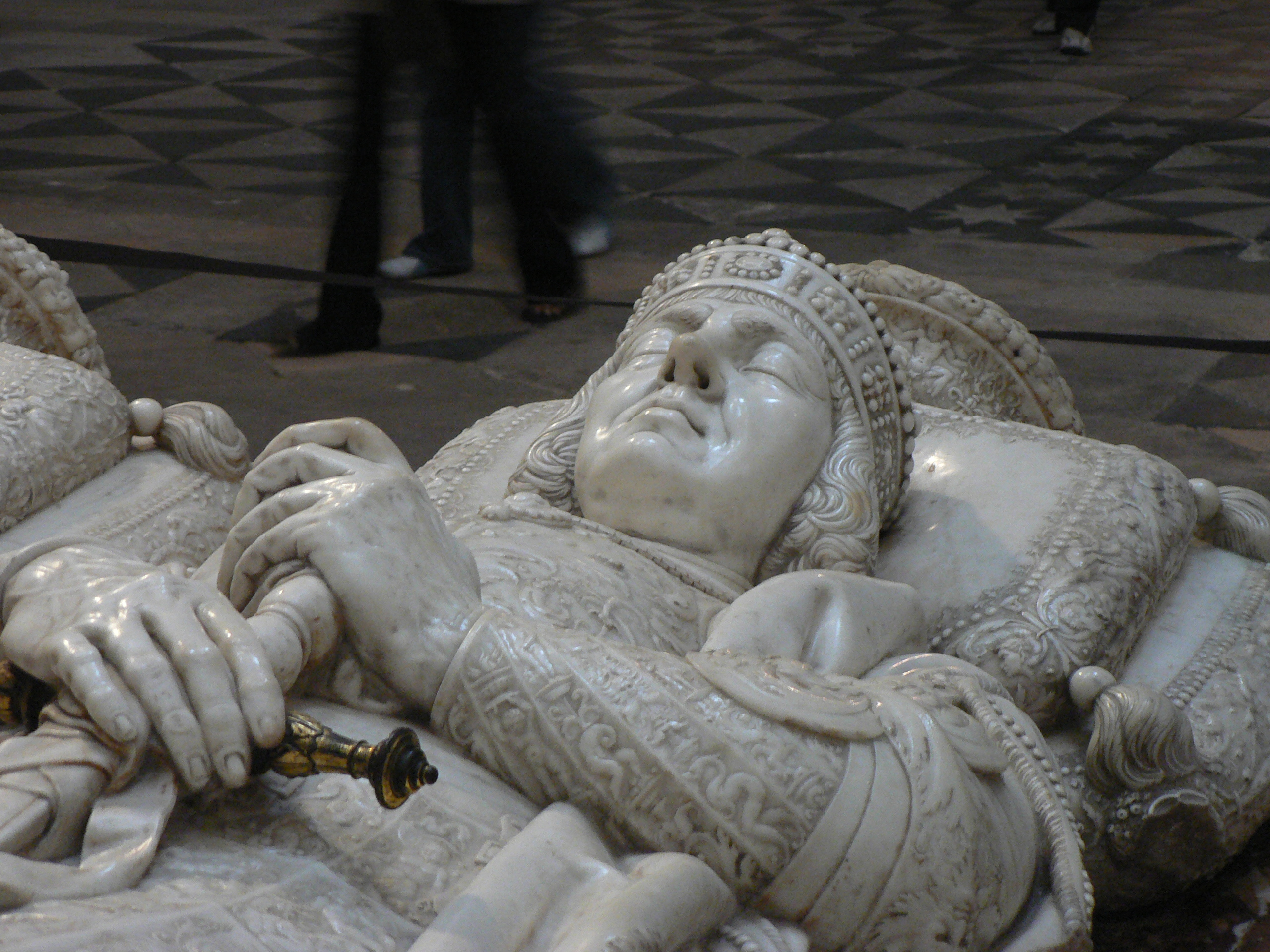
Detalle de la tumba del condestable Pedro Fernández de Velasco en la catedral de Burgos

Condestable de Castilla fue un título creado por el rey Juan I de Castilla para sustituir al de alférez mayor del Reino. En él recaía el mando supremo del ejército y tenía el derecho de llevar pendón, mazas y rey de armas. El  condestable  era el máximo representante del rey en ausencia del mismo.
El 6 de julio de 1382 Juan I concedió el título a Alfonso de Aragón el Viejo, primer marqués de Villena, teniendo carácter vitalicio pero no hereditario. Este tipo de transmisión se llevaría a cabo hasta 1473, cuando Enrique IV nombra condestable a Pedro Fernández de Velasco, a partir del cual el título se haría hereditario en la familia de los duques de Frías. José Fernández de Velasco Tovar fue el último condestable de Castilla, con motivo de la guerra de sucesión española.
Los titulares del título de condestable de Castilla moraron tradicionalmente en el Castillo de Pedraza, en la provincia de Segovia. Posteriormente el castillo fue quemado por los franceses durante la guerra de sucesión española, en represalia a un acontecimiento histórico celebérrimo: el hecho de que el rey Francisco I de Francia estuviera cautivo en el mismo. Siglos más tarde, el pintor Ignacio Zuloaga utilizará su fortuna personal para adquirir el castillo, en el que moró el resto de su vida, utilizando uno de los torreones como estudio.
El condestable Pedro Fernández de Velasco ordenó la construcción de la casa del Cordón de Burgos y la llamada capilla del Condestable en la catedral de Burgos, donde está sepultado.

## Condestables
| Condestable                            | Condestable            | Condestable | Mandato                                                                                    | Investido por | Monarca                 |
| -------------------------------------- | ---------------------- | --- | ------------------------------------------------------------------------------------------ | ------------- | ----------------------- |
| Título no hereditario                  |                        | |                                                                                            |               |                         |
| 1.º                                    |                        | Alfonso de Aragón el Viejo (1332-1412) Duque de Gandía, marqués de Villena, conde de Denia y conde de Ribagorza | 1390-1391                                                                                  | Juan I        | Enrique III (1390-1406) |
| 2.º                                    |                        | Pedro Enríquez de Castilla (1355-1400) Conde de Trastámara, Lemos y Sarria                                      | 1393-1400                                                                                  | Enrique III   | Enrique III (1390-1406) |
|                                        |                        | Ruy López Dávalos (1357-1428) conde de Ribadeo                                                                  | 1400-1423                                                                                  | Enrique III   | Enrique III (1390-1406) |
| 3.º                                    | Juan II (1406-1454)    | Ruy López Dávalos (1357-1428) conde de Ribadeo                                                                  | 1400-1423                                                                                  | Enrique III   |                         |
| 4.º                                    | Juan II (1406-1454)    | | Álvaro de Luna (1390-1453) Maestre de la Orden de Santiago                                 | 1423-1453     | Juan II                 |
| 5.º                                    |                        | Miguel Lucas de Iranzo (¿-1473)                                                                                 | 1458-1473                                                                                  | Enrique IV    | Enrique IV (1454-1474)  |
| Título hereditario                     |                        | |                                                                                            |               | Enrique IV (1454-1474)  |
|                                        |                        | Pedro Fernández de Velasco y Manrique de Lara (1425-1492) II conde de Haro                                      | 1473-1492                                                                                  | Enrique IV    | Enrique IV (1454-1474)  |
| 1.º                                    | Isabel I (1474-1504)   | Pedro Fernández de Velasco y Manrique de Lara (1425-1492) II conde de Haro                                      | 1473-1492                                                                                  | Enrique IV    |                         |
|                                        | Isabel I (1474-1504)   | | Bernardino Fernández de Velasco y Mendoza (1454-1512) I duque de Frías y III conde de Haro | 1492-1512     | hereditario             |
| 2.º                                    | Juana I (1504-1506)    | | Bernardino Fernández de Velasco y Mendoza (1454-1512) I duque de Frías y III conde de Haro | 1492-1512     | hereditario             |
| 2.º                                    | Regencia (1506-1516)   | | Bernardino Fernández de Velasco y Mendoza (1454-1512) I duque de Frías y III conde de Haro | 1492-1512     | hereditario             |
|                                        |                        | Íñigo Fernández de Velasco y Mendoza (1462-1528) II duque de Frías y IV conde de Haro                           | 1512-1528                                                                                  |               | hereditario             |
| 3.º                                    | Carlos I (1516-1556)   | Íñigo Fernández de Velasco y Mendoza (1462-1528) II duque de Frías y IV conde de Haro                           | 1512-1528                                                                                  |               | hereditario             |
|                                        | Carlos I (1516-1556)   | | Pedro Fernández de Velasco y Tovar (1485-1559) III duque de Frías y V conde de Haro        | 1528-1559     | hereditario             |
| 4.º                                    | Felipe II (1556-1598)  | | Pedro Fernández de Velasco y Tovar (1485-1559) III duque de Frías y V conde de Haro        | 1528-1559     | hereditario             |
| 5.º                                    | Felipe II (1556-1598)  | | Íñigo Fernández de Velasco y Tovar (1520-1585) IV duque de Frías y VI conde de Haro        | 1559-1585     | hereditario             |
|                                        | Felipe II (1556-1598)  | | Juan Fernández de Velasco y Tovar (1550-1613) V duque de Frías y VII conde de Haro         | 1585-1613     | hereditario             |
| 6.º                                    | Felipe III (1598-1621) | | Juan Fernández de Velasco y Tovar (1550-1613) V duque de Frías y VII conde de Haro         | 1585-1613     | hereditario             |
|                                        | Felipe III (1598-1621) | | Bernardino Fernández de Velasco y Tovar (1609-1652) VI duque de Frías y VIII conde de Haro | 1613-1652     | hereditario             |
| 7.º                                    | Felipe IV (1621-1665)  | | Bernardino Fernández de Velasco y Tovar (1609-1652) VI duque de Frías y VIII conde de Haro | 1613-1652     | hereditario             |
|                                        | Felipe IV (1621-1665)  | | Íñigo Melchor Fernández de Velasco (1629-1696) VII duque de Frías y IX conde de Haro       | 1652-1696     | hereditario             |
| 8.º                                    | Carlos II (1665-1700)  | | Íñigo Melchor Fernández de Velasco (1629-1696) VII duque de Frías y IX conde de Haro       | 1652-1696     | hereditario             |
|                                        | Carlos II (1665-1700)  | | José Manuel Fernández de Velasco y Tovar (1665-1713) VIII duque de Frías y X conde de Haro | 1696-1713     | hereditario             |
| 9.º                                    | Felipe V (1700-1713)   | | José Manuel Fernández de Velasco y Tovar (1665-1713) VIII duque de Frías y X conde de Haro | 1696-1713     | hereditario             |
| Título suprimido el 5 de junio de 1713 |                        | |                                                                                            |               |                         |